# 149P/Мюллера
Комета Мюллера 4 (149P/Mueller) — короткопериодическая комета из семейства Юпитера, которая впервые была обнаружена на снимках, полученных 9 апреля 1992 года американскими астрономами Джин Мюллер и К. Брюером с помощью 1,22-метрового телескопа Шмидта Паломарской обсерватории. Она была описана как слегка размытый объект 17,5 m звёздной величины. Окончательно подтвердить наличие кометной активности удалось несколько дней спустя, 12 апреля. Комета обладает довольно коротким периодом обращения вокруг Солнца — чуть более 9,0 года.

Орбита кометы Мюллера 4 и её положение в Солнечной системе

Первая эллиптическая орбита была рассчитана британским астрономом Брайаном Марсденом на основе позиций, полученных в период с 9 по 14 апреля. После всех уточнений выяснилось, что датой перигелия является 16 февраля, а период обращения кометы равняется 8,97 года. По мере удаления от Солнца комета медленно угасала, пока 2 июля не была потеряна окончательно. Первое восстановление кометы было выполнено 22 декабря 2000 года японским астрономом T. Oribe с помощью 1,03-метрового телескопа обсерватории Садзи в виде звёздоподобного объекта 20,5 m звёздной величины. Наблюдения за кометой продолжались вплоть до 28 июня 2001 года.

## Сближения с планетами
В течение XX и XXI веков должно произойти три сближения кометы с Юпитером, причем в одном случае она подойдёт к планете особенно близко.
- 0,90 а. е. от Юпитера 26 января 1986 года;
- 0,097 а. е. от Юпитера 28 июля 2021 года;
- 0,54 а. е. от Юпитера 9 ноября 2080 года.